# Гнідичі
Гнідичі  — український козацько-старшинський рід.
- Гнідич Михайло (Мелетій) Якович (р.н. невід. — 1710) — ігумен. Навчався у КМА разом з братом Онисимом. 1700-1710 — ігумен Лебединського монастиря під Ромнами.
- Гнідич Онисим Якович (р.н. невід. — 1703) — сотник котельвянський і куземський. Одружився з Євдокією Романович (р.н. невід — 1722 р.)
- Гнідич Роман Онисимович (р.н. невід. — після 1755) — сотник котельвянський.
- Гнідич Осип Романович (р.н. невід. — 1769) — сотник котельвянський. Вчився у КМА (1727 р.)
- Гнідич Павло Олександрович (1884–1919) — український фольклорист, етнограф, історик української літератури.
- Гнідич Петро Осипович — сотник котельвянський (після 1755-1765 рр.)
- Гнідич Петро Петрович (1759, Полтава — 1817) — медик. Навчався у Берліні, Лейпцигу, Відні.
- Гнідич Тетяна Григорівна (1907-1976) —  російська перекладачка, поетеса, педагог українського походження.
- Гнідич Микола Іванович (1784-1833) —  український письменник і вчений, член Російської академії.